# Тимонино (Орехово-Зуевский район)
Тимонино — деревня в Орехово-Зуевском муниципальном районе Московской области. Входит в состав сельского поселения Белавинское. Население — 30 человек (2010).

## Расположение
Деревня Тимонино расположена в восточной части Орехово-Зуевского района, примерно в 16 км к юго-востоку от города Орехово-Зуево. Высота над уровнем моря 144 м.

## История
В 1926 году деревня входила в Тимонинский сельсовет Яковлевской волости Орехово-Зуевского уезда Московской губернии.
До 2006 года Тимонино входило в состав Белавинского сельского округа Орехово-Зуевского района.

## Население
В 1926 году в деревне проживало 442 человека (202 мужчины, 240 женщин). По переписи 2002 года — 51 человек (18 мужчин, 33 женщины).
Фотография жителей деревни Тимонино конца XIX - начала XX века.
| 1926 | 2002 | 2006 | 2010 |
| ---- | ---- | ---- | ---- |
| 442  | ↘51  | ↘38  | ↘30  |